# Аделхайд фон Шаумбург-Липе
Вижте пояснителната страница за други личности с името Аделхайд.
Аделхайд Кристина Юлиана Шарлота фон Шаумбург-Липе (на немски: Adelheid Christine Juliane Charlotte Prinzessin zu Schaumburg-Lippe; * 9 март 1821, Бюкебург; † 30 юли 1899, Итцехое) е принцеса от Шаумбург-Липе и чрез женитба херцогиня на Шлезвиг-Холщайн-Зондербург-Глюксбург (14 октомври 1878 – 27 ноември 1885).

## Произход
Тя е втората дъщеря (третото дете) на княз Георг Вилхелм фон Шаумбург-Липе (1784 – 1860) и съпругата му принцеса Ида фон Валдек-Пирмонт (1796 – 1869), дъщеря на княз Георг фон Валдек-Пирмонт (1747 – 1813) и принцеса Августа фон Шварцбург-Зондерсхаузен (1768 – 1849).

## Фамилия
Аделхайд фон Шаумбург-Липе се омъжва на 16 октомври 1841 г. в Бюкебург за принц Фридрих фон Шлезвиг-Холщайн-Зондербург-Глюксбург (* 23 октомври 1814; † 27 ноември 1885), херцог на Шлезвиг-Холщайн-Зондербург-Глюксбург (1878 – 1885), вторият син на херцог Фридрих Вилхелм фон Шлезвиг-Холщайн-Зондербург-Глюксбург (1785 – 1831) и принцеса Луиза Каролина фон Хесен-Касел (1789 – 1867). По-малкият му брат Кристиан IX (1818 – 1906) е крал на Дания (1863 – 1906). Те се развеждат на 17 март 1848 г. и отново се женят на 7 май 1854 г. в Торино. Двамата имат пет деца:
- Мария Каролина Августа Ида Луиза (* 27 февруари 1844, Кил; † 16 септември 1932, Ротенбург), омъжена на 6 декември 1884 г. в Луизенлунд, Холщайн, за принц Вилхелм фон Хесен-Филипстал-Бархфелд (* 3 октомври 1831; † 17 януари 1890)
- Фридрих Фердинанд (* 12 октомври 1855, Кил; † 21 януари 1934, Луизенлунд), херцог на Шлезвиг-Холщайн-Зондербург-Глюксбург, пруски генерал на кавалерията, женен 9 март 1885 г. в Примкенау за принцеса Каролина Матилда фон Шлезвиг-Холщайн-Зондербург-Августенбург (* 25 януари 1860; † 20 февруари 1932)
- Луиза фон Зондербург-Глюксбург (* 6 януари 1858, Луизенлунд; † 2 юли 1936, Марбург а.д. Лан), омъжена на 29 април 1891 г. в Луизенлунд за принц Георг Виктор фон Валдек-Пирмонт (* 14 януари 1831; † 12 май 1893), княз (1845 – 1893)
- Мария Вилхелмина Луиза Ида Фридерика Матилда Хермина (* 31 август 1859, дворец Грюнхолц; † 26 юни 1941, Итцехое), абатиса на Итцехое
- Алберт /Албрехт Кристиан Адолф Карл Евгений (* 15 март 1863, Кил; † 23 април 1948, Глюксбург), принц, пруски генерал-лейтенант, женен I. на 14 октомври 1906 г. в Меерхолц за графиня Ортруд фон Изенбург-Бюдинген-Меерхолц (* 15 януари 1879; † 28 април 1918), II. на 19 септември 1920 г. в Бюдинген за принцеса Херта фон Изенбург-Бюдинген-Бюдинген (* 27 декември 1883; † 30 май 1972)